# تينتشي ميو
تينتشي ميو (باليابانية: 天地無用! بالإنجليزية: Tenchi Muyō!) مسلسل انمي ياباني وسلسلة مانغا كوميدية من رسم المانغكا مساكي كاجيشيما. يتحدث المسلسل عن ولد اسمه تنتشي مساكي يسكن في معبد صغير مع جده وبعض الفتيات الفضائيات المغرمات به. كان أول ظهور للأنمي عبارة عن أوفا مكونة من 6 حلقات، عرض في اليابان بين تاريخي 25 سبتمبر 1992 إلى 25 مارس 1993 بمعدل حلقة واحدة لكل شهر. في 25 مارس 1994 أذيعت حلقة خاصة من الأنمي بعنوان «المغامرة الفضائية لشرطية المجرة ميهوشي» وكانت هذه الحلقة السابعة من الأوفا. ولشعبية الأنمي تم إصدار سلسلة ثانية من الأوفا تتكون من ستة حلقات وتعتبر تتمة للسلسلة الأولى والحلقة الخاصة كان ترتيبها من الحلقة الثامنة إلى الحلقة الثالثة عشر وأذيعت في اليابان بين تاريخي 25/9/1994 إلى 25/9/1995 أي لمدة سنة كاملة وهذه المرة كانت تعرض حلقة واحدة كل شهرين بدل حلقة واحدة كل شهر. في عام 2003 تم بث أوفا ثالثة تعتبر تكملة للأفا الثانية وتتكون من ستة حلقات وكان تايخ البث بين 18/9/2003 إلى 16/3/2005 بمعدل حلقة واحدة كل ثلاثة أشهر.

## روابط خارجية
- تينتشي ميو على موقع IMDb (الإنجليزية)
- تينتشي ميو على موقع كينوبويسك (الروسية)
- تينتشي ميو على موقع ميوزك برينز (الإنجليزية)
- تينتشي ميو على موقع قاعدة بيانات الفيلم (الإنجليزية)
- تينتشي ميو على موقع ANN anime (الإنجليزية)